# Die Heimkehr (2012)
Die Heimkehr ist ein deutsch-österreichischer Fernsehfilm aus dem Jahr 2012. Die Literaturverfilmung basiert auf der gleichnamigen Erzählung von Hermann Hesse.

## Handlung
Nach drei Jahrzehnten als Unternehmer in Amerika und Russland kehrt der wohlhabende August Staudenmeyer in seine Heimatstadt Gerbersau zurück. Mit offenen Armen wird er empfangen. Als er sich allerdings für die im Ort geächtete Witwe Katharina Entriß einsetzt, gerät er selbst ins Abseits. Er spürt, dass sich das Verhalten der Gerbersauer seit seiner ersten Abreise nicht wirklich verändert hat. Nach langem Hin und Her, zusätzlichen Erfahrungen und einer neuen Liebe beschließt er seine Heimat ein zweites Mal zu verlassen.

## Hintergrund
Der Film wurde im August und September 2011 in Schwäbisch Gmünd, Wackershofen, Maselheim, Neudenau und Schwäbisch Hall gedreht. Die deutsche Erstausstrahlung war am 2. Mai 2012 in der ARD. Dabei wurde er von 4,63 Mio. Zuschauern gesehen, was einem Marktanteil von 15,4 Prozent entsprach.
Da Hesse nichts von Literaturverfilmungen hielt, ließ er seine Erben testamentarisch dazu verpflichten, dass niemals einer seiner Romane verfilmt werden würde. Der Film ist die erste deutsche Fernsehverfilmung eines seiner Stoffe.

## Kritiken
„Feinfühlige (Fernseh-)Verfilmung der gleichnamigen Erzählung von Hermann Hesse über zwei Außenseiter, die aus ihrer Situation entschlossen die Konsequenz ziehen.“

„In stimmigem historischen Ambiente, mit gelungenen Bildern und hervorragender Besetzung inszenierte Baier ein gesellschaftskritisches Drama gegen Engstirnigkeit, ein Thema, das stets aktuell bleibt.“

„Doch "Die Heimkehr" ist keine gelungene Inszenierung, sondern eine massentaugliche Huldigung mit Publikumslieblingen des öffentlich-rechtlichen Fernsehens. […] Wenn man den Film so anschaut, dann kann man Hesses Zweifel an der Filmkunst verstehen. Die Heimkehr ist genau so, wie Kritiker seine Bücher schimpfen: betulich, eichendorffbrav, plump. […] Nur Heike Makatsch als angefeindete und heiß begehrte Witwe ist erstaunlicherweise eine Freude in all dem Volkstheater. Das Dorf ist ein Freilichtmuseum, die Kinder laufen barfuß umher, der ganze Pietismus, der Ordnungseifer, die finstre Enge – alles wird gefilmt aber nicht aus seiner Tradition heraus begründet. Der arme Hesse. Erst wurde er verachtet – und jetzt wird er so geehrt.“

## Buchausgabe
Hesses Erzählung wurde erstmals 1909 in der Neuen Rundschau gedruckt, dann 1912 im Erzählband Umwege und später in zahlreichen Einzel- und Sammelausgaben veröffentlicht. Zum Film erschien folgende Sonderausgabe als Taschenbuch:
- Die Heimkehr. Suhrkamp, Berlin 2012, ISBN 978-3-518-46334-5.